# Dejan Boljević
Dejan Boljević (in serbo Дејан Бољевић?; Cettigne, 30 maggio 1990) è un calciatore montenegrino, difensore del Petrovac.

## Carriera
Ha giocato nella massima serie dei campionati montenegrino, serbo, slovacco, uzbeko, maltese e kazako.